# Red Devil (Alaska)
Red Devil est une census-designated place d'Alaska aux États-Unis dans la Région de recensement de Bethel dont la population était de 23 habitants en 2010.

## Situation - climat
Elle est située sur les deux rives de la rivière Kuskokwim, au confluent de Red Devil Creek, à 121 km à vol d'oiseau au nord-est d'Aniak, 259 km au nord-est de Bethel et 402 km au sud-ouest d'Anchorage.
Le village a un climat continental. Les températures vont de 32 °C en été et de −50 °C en hiver.

## Histoire et activités locales
Son nom provient de la mine appelée Red Devil, ouverte en 1921 par Hans Halverson, pour l'exploitation du mercure. La mine a été très productive jusqu'en 1971. La poste a ouvert en 1957 et l'école en 1958.
Depuis la fermeture de la mine, les activités locales ont fortement décliné. Il n'y subsiste plus qu'une économie de subsistance à base de chasse, de pêche et de cueillette.

## Démographie
| 1960 | 1970 | 1980 | 1990 | 2000 | 2010 |
| ---- | ---- | ---- | ---- | ---- | ---- |
| 152  | 81   | 39   | 53   | 48   | 23   |

## Sources et références
- (en) CIS

- (en) Cet article est partiellement ou en totalité issu de l’article de Wikipédia en anglais intitulé « Red Devil, Alaska » (voir la liste des auteurs).

1. ↑  « Statistiques des États-Unis (Alaska) - Profils des communautés de 2010 » (consulté en octobre 2020)